# Лісова пісня (фільм, 1961)
«Лісова пісня» — український радянський художній фільм режисера Віктора Івченка, створений на кіностудії ім. Олександра Довженка 1961 року. Екранізація однойменної драми-феєрії української письменниці Лесі Українки. Прем'єра відбулася 7 серпня 1961 року.

## Сюжет
Молода пара на березі річки гортає книжку Лесі Українки «Лісова пісня». Читання переносить молодих людей на Полісся, де розгортається дія драми.
Гра сільського хлопця Лукаша на сопілці пробуджує від сну Мавку. Вони закохуються один в одного. Заради Лукаша Мавка йде зі свого лісового царства до людей. Мати Лукаша вороже ставиться до Мавки. За її наполяганням Лукаш одружується на вдовиці Килині, чим заподіює нестерпний біль Мавці, її забирає «Той, що в скалі сидить». Лісовик проклинає Лукаша за зраду і перетворює його на вовка.
Після смерті дядька Лева Лукаш-вовк блукає лісом, своїм криком повертає Мавку із забуття. Вона прощає Лукаша, і той знову стає людиною.
У пошуках зустрічі з Лукашем, Мавка приходить до нього додому, де зустрічається з Килиною, наривається на її прокляття і перетворюється на вербу. Додому повертається Лукаш, якого син Килини просить зіграти на дудці. Лунає мелодія, яка познайомила його з Мавкою. Дудка звучить голосом Мавки, а Килина вмовляє Лукаша зрубати вербу. Отримавши відмову, намагається зробити це сама. З'являється Перелесник і рятує Мавку.
Лукаш іде до лісу, де зустрічає привид Мавки. Лукаш нерухомо сидить під березою… Фінальні слова книги дочитує дівчина на березі, погладжуючи свого хлопця по голові.

## У ролях
- Раїса Недашківська — Мавка;
- Володимир Сидорчук — Лукаш;
- Петро Вескляров — дядько Лев;
- Володимир Рудін — Лісовик;
- Валерій Квітка — Перелесник;
- Варвара Губенко — мати Лукаша;
- Раїса Пироженко — Килина;
- Раїса Дорошенко — водяна русалка;
- Ада Роговцева — польова русалка;
- Леонід Марченко — Куць;
- Н. Таєнко — Водяник;
- Е. Харченко — Пропасниця;
- Володимир Максименко — «Той, що в скалі сидить»;
- Діти Килини:
  - Боря Воблий,
  - Юра Баранцев,
- Потерчата:
  - Іра Семко,
  - Сергій Шиман.

## Знімальна група
- Автор сценарію та режисер-постановник: Віктор Івченко
- Оператор-постановник: Олексій Прокопенко
- Художник-постановник: Володимир Агранов
- Композитор: Ігор Шамо
- Режисер: Віктор Конарський
- Звукооператор: Рива Бісновата
- Художник по гриму: Яків Грінберг
- Художник по костюмах: Ядвіга Добровольська
- Монтажер: Л. Мхітар'янц
- Редактор: Надія Орлова
- Музичний редактор: Ігор Ключарьов
- Комбіновані зйомки: оператор — Василь Курач, художник — Віктор Демінський
- Державний оркестр УРСР, диригент: Веніамін Тольба
- Директор картини: Михайло Ротлейдер

## Нагороди
Переможець конкурсу 1961 року газети «Радянська культура» (в номінаціях найкращий оператор та найкращий художник).